# Condado de Clay (Illinois)
El condado de Clay es un condado estadounidense, situado en el estado de Illinois. Según el censo de los Estados Unidos del 2000, la población es de 14 60 habitantes. La cabecera del condado es Louisville.

## Geografía
Según la Oficina del Censo de los Estados Unidos, el condado tiene un área total de 1217 km² (470 millas²). De estas 1215 km² (469 mi²) son de tierra y 2 km² (1 mi²) son de agua.

### Colindancias
- Condado de Jasper - noreste
- Condado de Richland - este
- Condado de Wayne - sur
- Condado de Marion - oeste
- Condado de Fayette - noroeste
- Condado de Effingham - noroeste

## Historia
El Condado de Clay se separó de los condados de Wayne y Fayette en 1824. Su nombre es en honor de Henry Clay, estadista estadounidense y miembro de la legislatura de Kentucky, en 1806.

## Demografía

Pirámide de edad según el censo del año 2000.

Según el censo del año 2000, hay 14 560 personas, 5839 cabezas de familia, y 4005 familias que residen en el condado. La densidad de población es de 12 hab/km² (31 hab/mi²). La composición racial tiene:
- 97,92% Blancos (No Hispanos)
- 0,60% Hispanos (Todos los tipos)
- 0,11% Negros o Negros Americanos (No Hispanos)
- 0,21% Otras razas (No Hispanos)
- 0,52% Asiáticos (No Hispanos)
- 0,40% Mestizos (No Hispanos)
- 0,23% Nativos Americanos (No Hispanos)
- 0,01% Isleños (No Hispanos)

Hay 5839 cabezas de familia, de los cuales el 30,60% tienen menores de 18 años viviendo con ellos, el 56,40% son parejas casadas viviendo juntas, el 8,60% son mujeres que forman una familia monoparental (sin cónyuge), y 31,40% no son familias. El tamaño promedio de una familia es de 2,94 miembros.
En el condado el 23,90% de la población tiene menos de 18 años, el 8% tiene de 18 a 24 años, el 25,90% tiene de 25 a 44, el 23% de 45 a 64, y el 19,20% son mayores de 65 años. La edad media es de 40 años. Por cada 100 mujeres hay 92,30 hombres. Por cada 100 mujeres mayores de 18 años hay 89,10 hombres.
Tabla de la evolución demográfica:
|       | 1900   | 1910   | 1920   | 1930   | 1940   | 1950   | 1960   | 1970   | 1980   | 1990   | 2000   |
| ----- | ------ | ------ | ------ | ------ | ------ | ------ | ------ | ------ | ------ | ------ | ------ |
| TOTAL | 19.553 | 18.661 | 17.684 | 16.155 | 18.947 | 17.445 | 15.815 | 14.735 | 15.283 | 14.460 | 14.560 |

## Economía
Los ingresos medios de un cabeza de familia el condado es de $30.599 y el ingreso medio familiar es $36.675. Los hombres tienen unos ingresos medios de $27.813 frente a $20.616 de las mujeres. El ingreso per cápita del condado es de $15.771. El 9,00% de la población y el 11,80% de las familias están debajo de la línea de pobreza. Del total de gente en esta situación, 12,90% tienen menos de 18 y el 12,30% tienen 65 años o más.
El condado cuenta con 2 aeropuertos, 81 cementerios, 53 iglesias, 1 hospital, 2 parques, 5 oficinas postales, 55 escuelas y 24 ríos.

## Ciudades y pueblos
| - Clay City - Flora - Iola - Louisville - Sailor Springs | - Xenia - Bible Grove - Camp Travis - Cruse - Greendale | - Hoosier - Hord - Ingraham - Kenner - Maysville | - Oskaloosa - Riffle - Wendelin |